# نهائي كأس رابطة الأندية الإنجليزية المحترفة 1969
نهائي كأس رابطة الأندية الإنجليزية المحترفة 1969 هي المباراة النهائية من منافسة كأس رابطة الأندية الإنجليزية المحترفة 1968–69، أقيمت المباراة في 15 مارس 1969، في ملعب ويمبلي، بين فريقي نادي أرسنال، وسويندون تاون، وفاز فيها سويندون تاون، بعد أن هزم نادي أرسنال، بنتيجة 1 - 3.

## تفاصيل المباراة
لعبت المباراة النهائية في 15 مارس 1969.
| نادي أرسنال | 1 -3 | سويندون تاون |
| ----------- | ---- | ------------ |
|             |      |              |